# Divercala
Divercala là một chi bướm đêm thuộc họ Noctuidae.